# Тріумфальна арка (Париж)
Паризька тріумфальна арка (фр. arc de triomphe de l’Étoile, досл.: «тріумфальна арка Зірки») — тріумфальна арка, розташована на площі Шарля де Голля (Place Charles-de-Gaulle) у столиці Франції місті Парижі. Тріумфальна арка є одним з найвідоміших паризьких монументів, одним із міських символів.

## Опис
- Висота: 49,51 м,
- Ширина: 44,82 м,
- Висота склепіння 29,19 м.
 Споруджена в 1806—1836 за розпорядженням Наполеона архітектором Жаном Шальгреном. Прикрашена 4-ма скульптурними групами:
- з боку Єлісейських Полів — «Марсельєза» скульптора Франсуа Рюда (праворуч) і «Тріумф Наполеона» скульптора Корто (ліворуч);
- з боку авеню де ла Гранд-Арме — «Опір» (праворуч) і «Мир» скульптора Етекса.

На стінах арки вигравійовані назви 128 битв, виграних республіканською і імператорською армією, а також імена 658 французьких воєначальників. Арку оточують 100 гранітних тумб (на честь «ста днів» правління Наполеона), сполучених між собою чавунними ланцюгами.

## Коротка історія

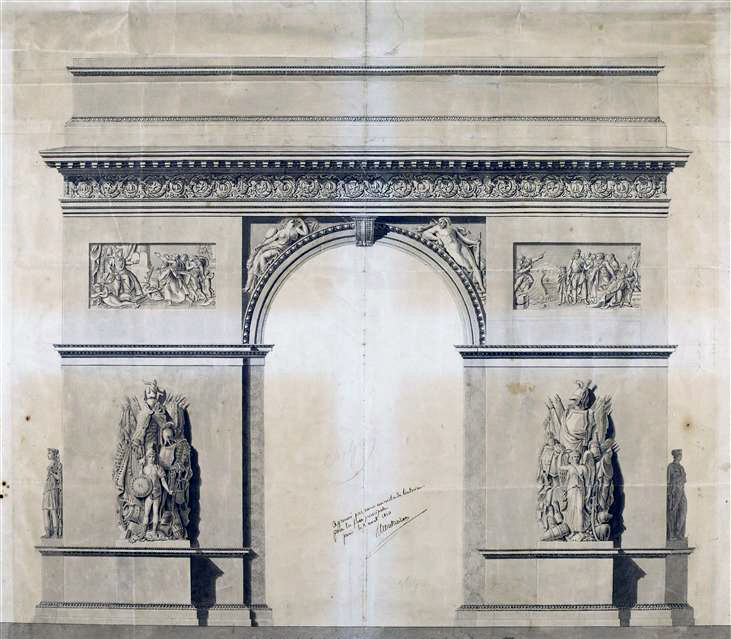
Тріумфальна арка. Проєкт. 1806

З часів правління Людовіка XIV пряма дорога сполучувала дві королівські резиденції — паризький палац Лувр і Версальський палац. Назва цієї дороги — «Тріумфальна дорога» — не застаріло і сьогодні: на одній осі розташовані тут три арки — Каррузель біля Лувру, Тріумфальна арка на площі Етуаль і Велика арка, побудована вже в нашу епоху в ультрасучасному кварталі Дефанс.
У грудні 1806, відразу після Аустерліцької битви, Наполеон розпорядився спорудити на паризькому пагорбі Шайо тріумфальну арку на честь військових перемог, взятих Францією під час Революції і в період Першої імперії. Два роки пішло на спорудження фундаменту. У 1810, коли новоспечена імператриця Марія-Луїза повинна була урочисто в'їхати в столицю по полях Елісейських, на кам'яному фундаменті була поспішно зроблена з дощок і суворого полотна «декорація» майбутньої арки. Наполеон не дожив до закінчення будівництва Тріумфальної арки: воно завершилося лише в 1836 р., під час правління Луї-Філіппа.
15 грудня 1840 під аркою проїхав траурний кортеж з прахом Наполеона, доставленим з острова св. Олени. Пізніше за урочисту похоронну церемонію із зупинкою під зведеннями Тріумфальної арки удостоїлися після своєї кончини Гамбета, Віктор Гюго, Лазар Карно, Мак-Магон, генерали Фош і Жофр, генерал Філіп Леклерк.

## Оздоблення
- Арку оздоблюють чотири скульптурні композиції:
  -  Виступ добровольців на захист батьківщини (Марсельєза) 1792, Франсуа Рюд
  - Тріумф 1810, Жан-П'єр Корто
  - Опір 1814, Антуан Етекс
  - Мир 1815, Антуан Етекс

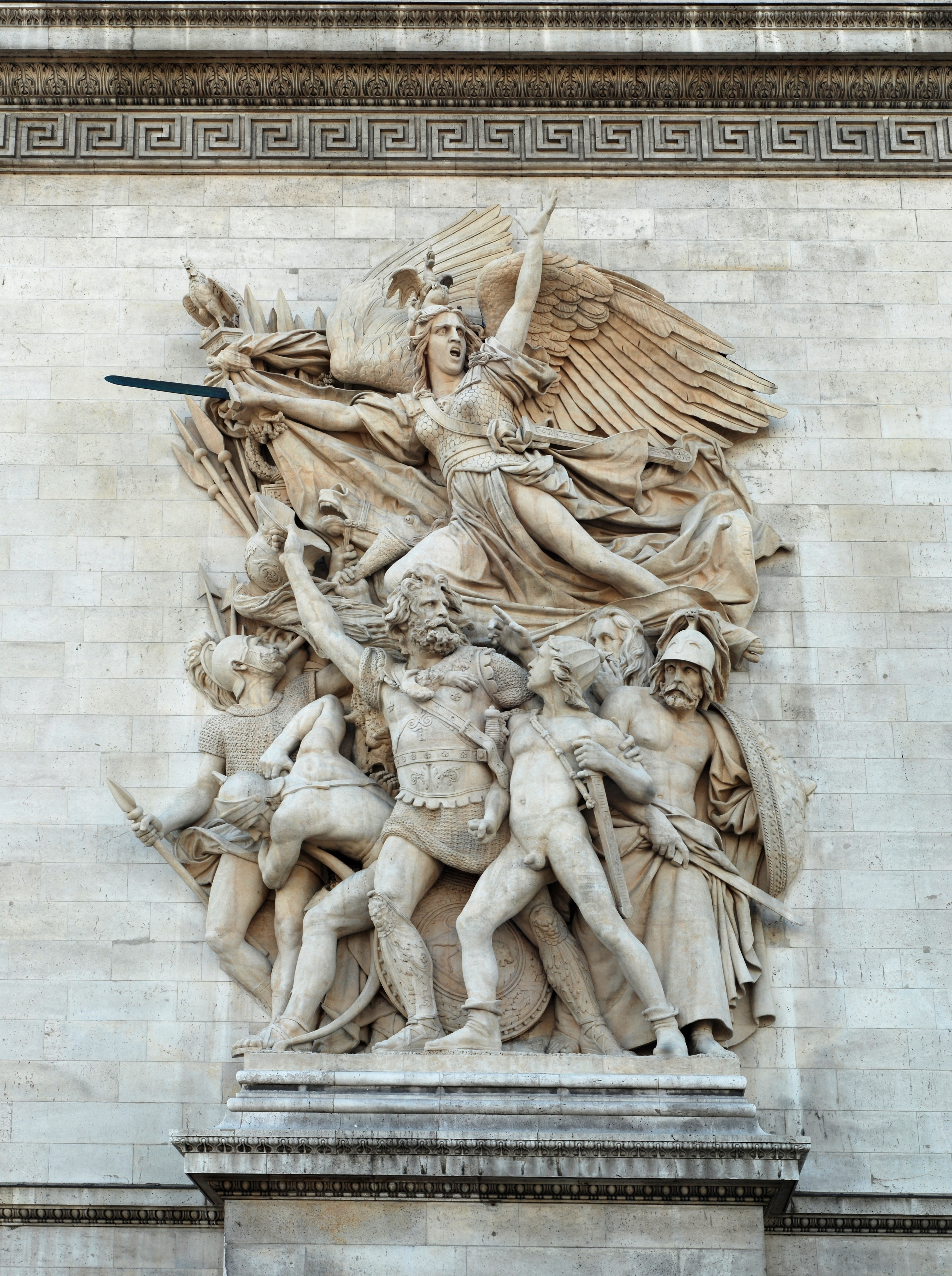
Марсельєза
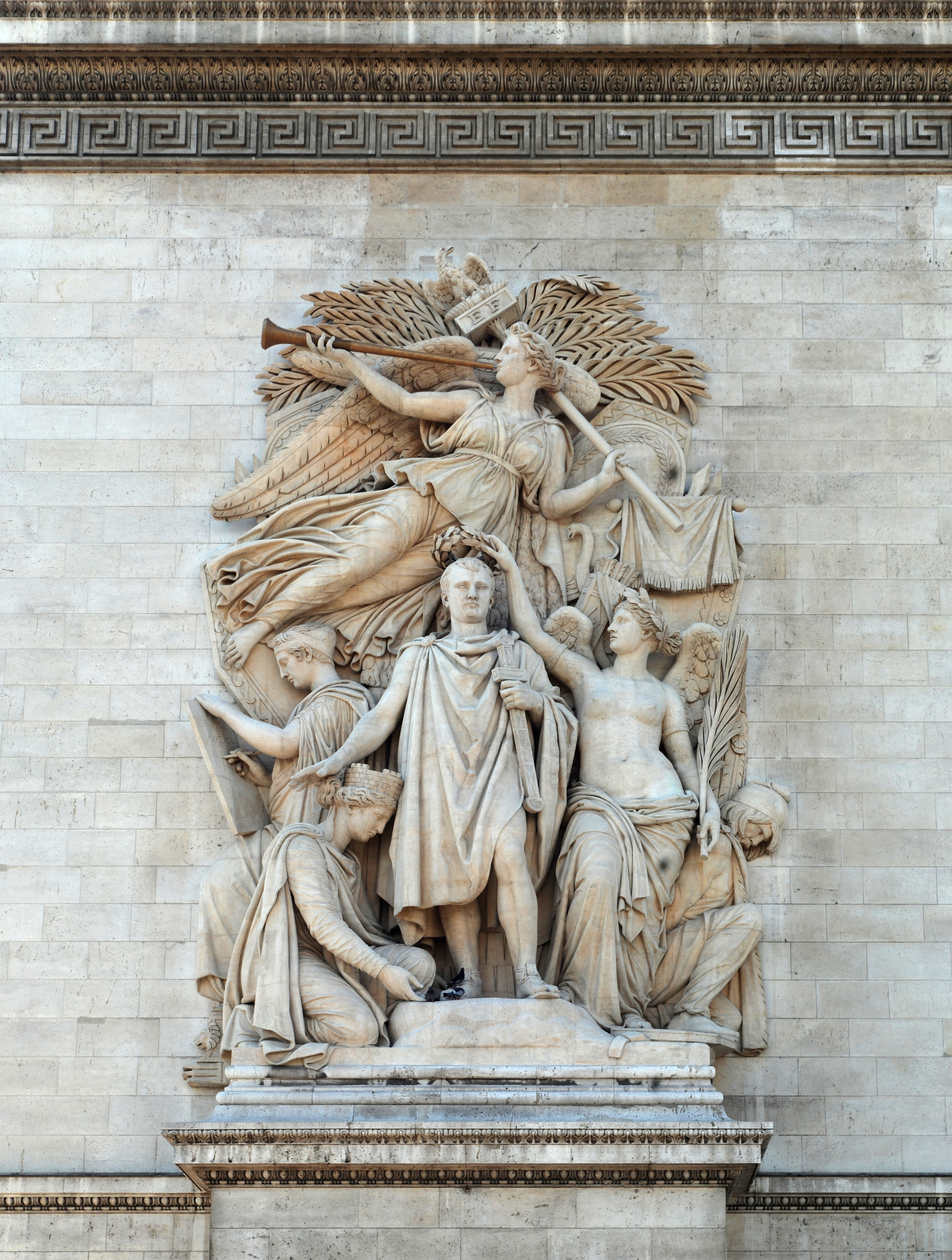
Тріумф 1810
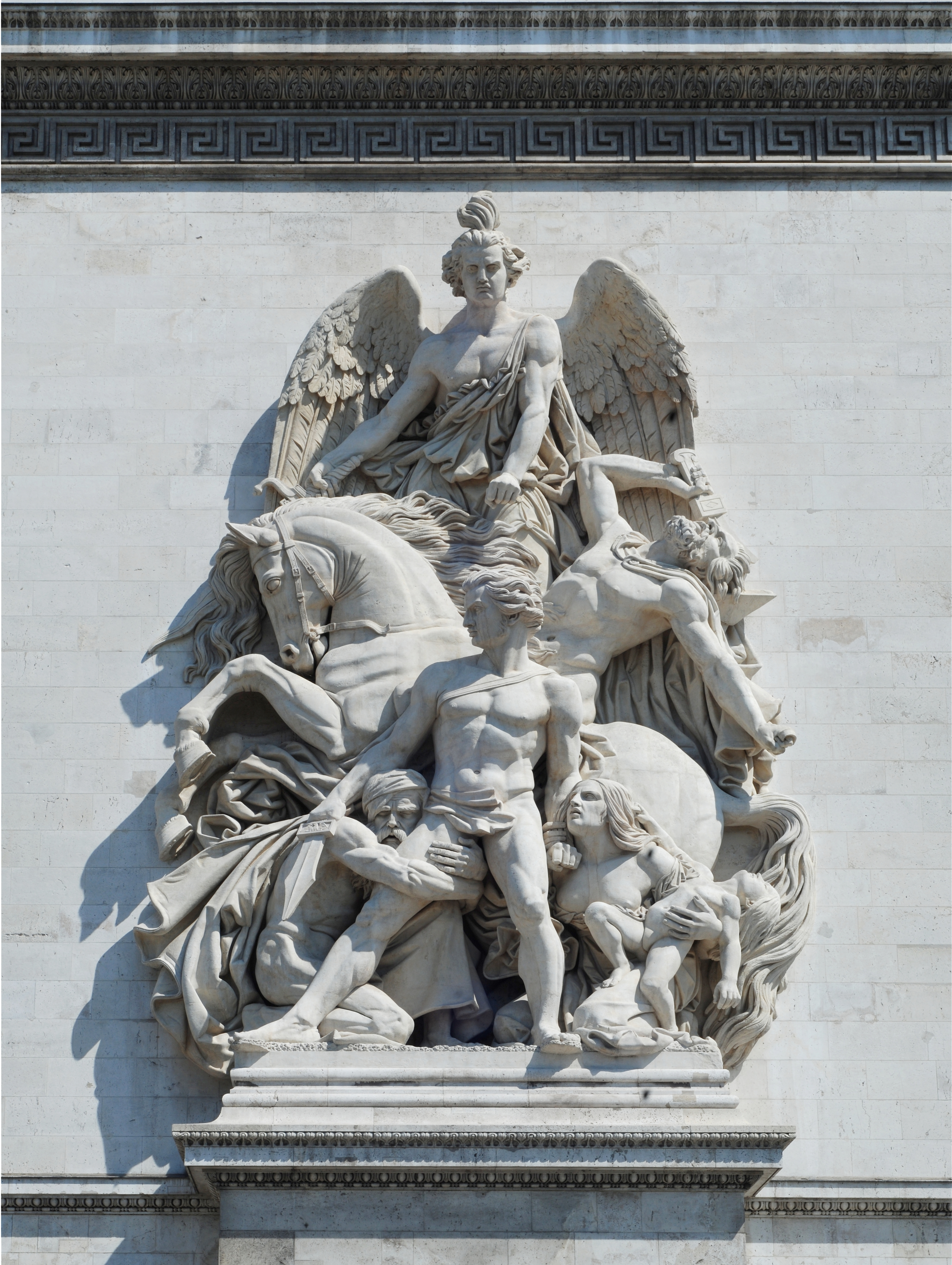
Опір 1814
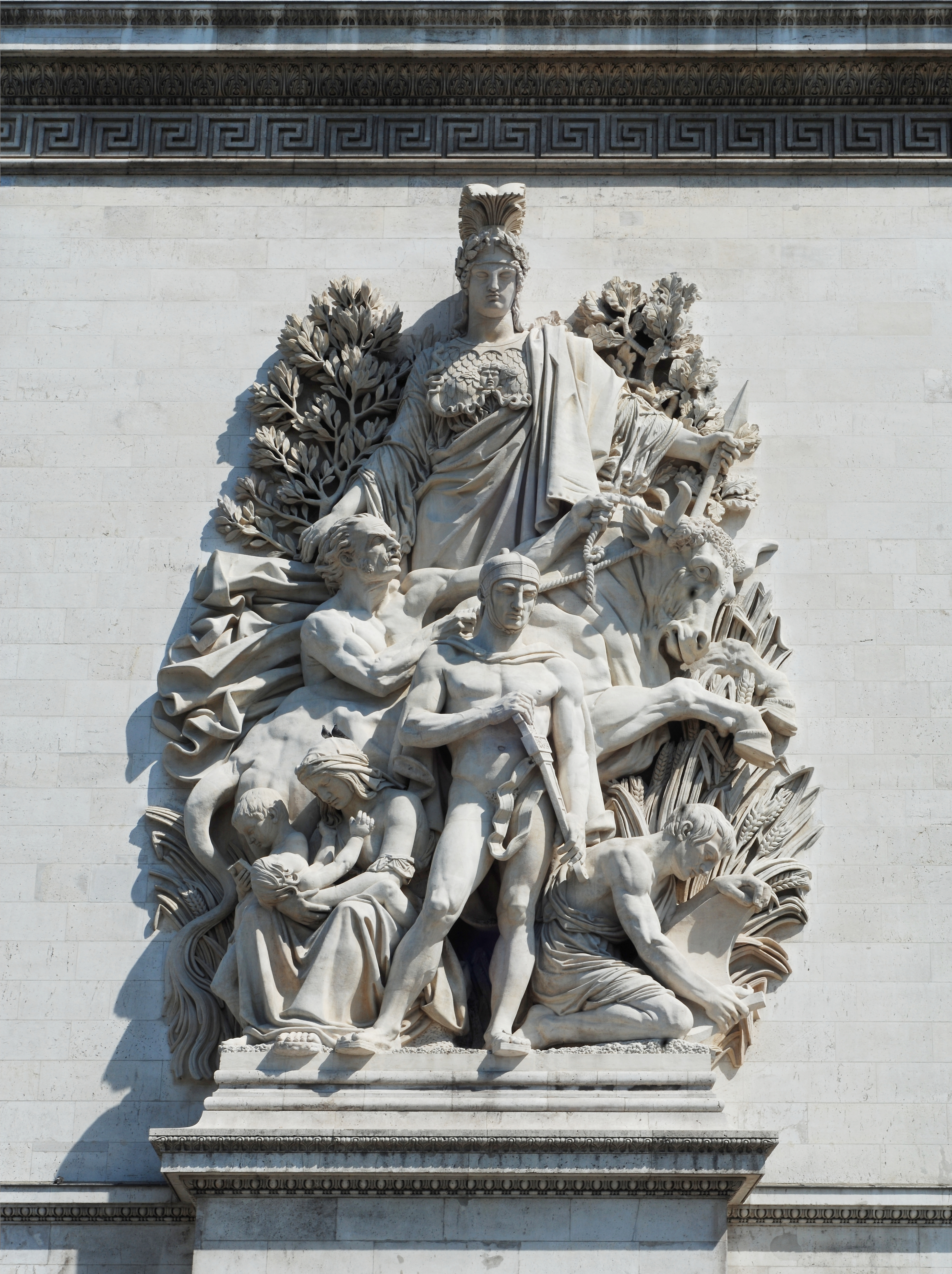
Мир 1815